# Echinapoderus partitialis
Echinapoderus partitialis es una especie de coleóptero de la familia Attelabidae.

## Distribución geográfica
Habita en Malaui y Zimbabue.